# Janus Friis
Janus Friis (* 26. Juni 1976 in Dänemark) ist ein dänischer Unternehmer. Derzeit ist er Direktor für Strategie und Innovation bei Skype, verantwortlich für Produktentwicklung und Geschäftsstrategie.
Zusammen mit seinem Partner Niklas Zennström hat er einige Unternehmen und zugehörige Software gegründet:
- Altnet, das weltweit erste sichere P2P-Netzwerk, das kommerziellen Inhalt anbietet. Es deckt die gesamte Wertschöpfungskette von Promotion, Verteilung und Bezahlung digitaler Inhalte ab. Altnet war damals der größte Aussteller von digitalen Lizenzen.
- Kazaa, eine Filesharing-Software basierend auf dem von Friis entwickelten FastTrack-Protokoll.
- Joltid, ein Unternehmen, das Peer-to-Peer-Lösungen und Technologie zur Optimierung des Netzwerkverkehrs anbietet.
- Skype (2003), wurde 2006 für 2,6 Mrd. US-Dollar an eBay verkauft.
- Rdio (2010), ein werbefreier Musikabonnement- und Audio-on-Demand-Dienst. Insolvenz 2015.
- Wire Swiss (2012), Entwickler des Wire-Messenger

Seine unternehmerische Ader hat Friis entdeckt, als er mit Zennström bei Tele2 zusammenarbeitete. Dort haben sie bei der Gründung von get2net (einem anderen dänischen Internetprovider), und bei der Aufschaltung des Portals everyday.com zusammengearbeitet.
Janus hat die Mittelschule abgebrochen und seine Karriere in der Benutzerunterstützung bei CyberCity begonnen, einem der ersten Internetprovider Dänemarks.
Friis wurde 2006 in die Liste der 100 einflussreichsten Personen des Time Magazine aufgenommen.
| Personendaten    | Personendaten         |
| ---------------- | --------------------- |
| NAME             | Friis, Janus          |
| KURZBESCHREIBUNG | dänischer Unternehmer |
| GEBURTSDATUM     | 26. Juni 1976         |
| GEBURTSORT       | Dänemark              |